# Cantone di Argenteuil-2
Il Cantone di Argenteuil-2 è una divisione amministrativa dell'arrondissement di Argenteuil.
È stato istituito a seguito della riforma dei cantoni del 2014, che è entrata in vigore con le elezioni dipartimentali del 2015.

## Composizione
Comprende solo parte della città di Argenteuil.